# Diplopeltoides striatus
Diplopeltoides striatus (syn. Diplopeltula striata) is een rondwormensoort uit de familie van de Diplopeltidae. De wetenschappelijke naam van de soort is voor het eerst geldig gepubliceerd in 1956 door Gerlach.